# Дитрих фон Шьонбург
Дитрих фон Шьонбург (на немски: Dietrich von Schönburg; † 10 ноември 1542) е благородник от Шьонбург/ Шьоненберг в Саксония-Анхалт.

## Произход
Той е син на Филип фон Шьонбург († 1509) и съпругата му Елизабет фон дер Лайен, дъщеря на Йохан фон дер Лайен († 1480) и Ева фон Вилц.

## Фамилия
Дитрих фон Шьонбург се жени 1522 г. за Анна Кемерер фон Вормс-Далберг († 6 февруари 1549), дъщеря на Волфганг Кемерер фон Вормс (1469/1470 – 1549) и Елизабет Фецер фон Гайшпицхайм († 1534). Те имат една дъщеря:
- Анна фон Шьонбург († сл. 7 юни 1571), омъжена за Рихард Грайфенклау фон Фолрадс († 1 януари 1558)